# Mario Theissen

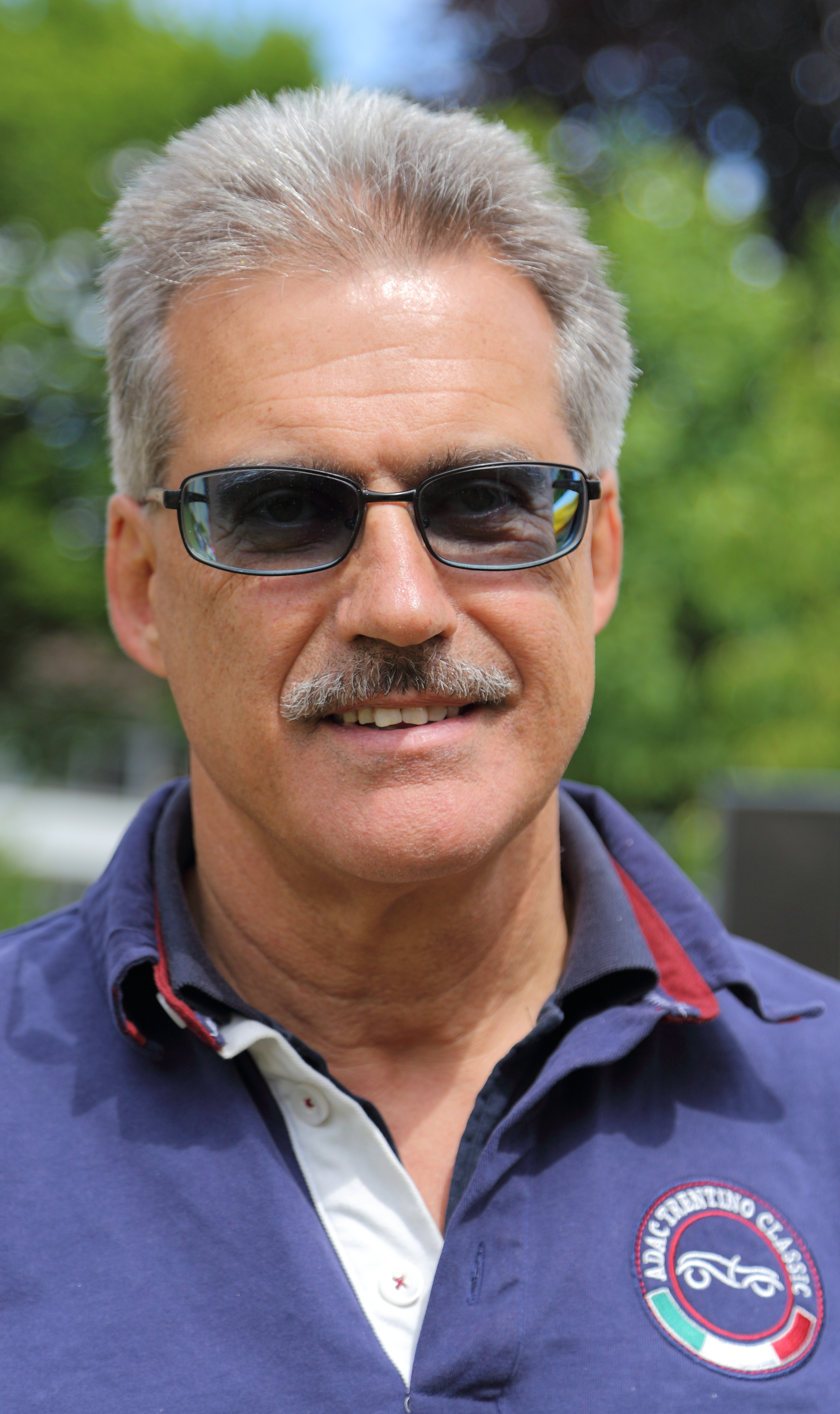
Mario Theissen (2015)

Mario Theissen (* 17. August 1952 in Monschau, Eifel) ist ein deutscher Manager. Er ist Ingenieur für Maschinenbau und Fahrzeugtechnik. Von 1999 bis 2011 war er Motorsportdirektor des Automobilherstellers BMW.

## Leben
Mario Theissens Interesse am Motorenbau sowie die berufliche als auch die private Begeisterung für den Motorsport entdeckte er bereits während seines Maschinenbaustudiums (1971–1977) an der RWTH Aachen. Seine erste Tätigkeit bei BMW nahm er direkt nach Abschluss seines Ingenieur-Diploms im Juni 1977 im Bereich der Motorenberechnung auf. In den folgenden Jahren erfüllte er in der Motorenentwicklung von BMW verschiedene Aufgaben. Theissen promovierte 1989 zu dem Thema Untersuchung zum Restgaseinfluss auf den Teillastbetrieb des Ottomotors an der Fakultät für Maschinenbau der Ruhr-Universität Bochum und ist seit Juli 2005 Honorarprofessor an der Hochschule für Technik und Wirtschaft Dresden.
Ab April 1999 war er zunächst gemeinsam mit dem ehemaligen österreichischen Formel-1-Piloten Gerhard Berger zum Motorsportdirektor bei BMW bestellt worden. Der Automobilkonzern hatte zu diesem Zeitpunkt eine Rückkehr als Motorenlieferant in die höchste Motorsportklasse Formel 1 beschlossen und einen Vertrag mit dem britischen Williams-Team unterzeichnet. Nach Auslaufen seines Fünfjahresvertrags Ende 2003 zog sich Berger zurück. Seitdem füllte Theissen die Position des Motorsportdirektors allein aus. Seiner Verantwortung oblagen sämtliche Motorsportprojekte. Dazu gehören neben der Formel 1 (bis 2009) die Formel-BMW-Serien, die Einsätze in der Tourenwagen-Weltmeisterschaft und in den 24-Stunden-Rennen.
In den Jahren 2006 bis 2009 war Theissen zudem hauptverantwortlich für das werksseitige Formel-1-Projekt von BMW. Der Hersteller hatte sich 2005 dazu entschlossen, den Vertrag als Motorenpartner von Williams nicht zu verlängern und stattdessen selbst ein Team zu gründen. BMW übernahm in der Folge die Mehrheitsanteile des schweizerischen Sauber-Teams und trat unter dem Namen BMW Sauber F1 Team an. Offiziell wurde kein Teamchef ernannt, Mario Theissen hatte diese Position aber als Motorsportdirektor de facto inne. So war er für alle teaminternen Entscheidungen hauptverantwortlich und berichtete direkt dem BMW-Vorstand.
Nach dem Ausstieg von BMW aus der Formel 1 blieb Theissen Leiter der Motorsportaktivitäten von BMW bis zur Jahresmitte 2011, wonach er sich in den Ruhestand begab. Sein Nachfolger ist Jens Marquardt, der sich zunächst hauptsächlich auf die Tourenwagen-Weltmeisterschaft (WTCC) konzentriert. Seit 2013 ist Theissen ehrenamtlicher Oldtimer-Referent und Mitglied im Sportausschuss des ADAC e.V. und darüber hinaus seit 2014 Senior Vice President des Oldtimer-Weltverbands FIVA.
Mario Theissen ist mit Ulrike Theissen verheiratet und Vater von drei Kindern. Er lebt mit seiner Familie in München.